# Sōgō Undō Kōen (metropolitana di Kobe)
Sōgō Undō Kōen (総合運動公園駅?, Sōgō Undō Kōen-eki) è una stazione ferroviaria situata nel quartiere di Suma-ku di Kōbe, nella prefettura di Hyōgo. Si trova lungo la linea Seishin-Yamate della metropolitana di Kōbe.

## Linee
Metropolitana di Kōbe
 Linea Seishin-Yamate (S08)

## Caratteristiche
La stazione è costituita da un fabbricato viaggiatori in superficie, con due marciapiedi laterali e tre binari passanti al piano inferiore, in trincea scoperta.
| 1 | Linea Seishin-Yamate |  | per Sannomiya, Shin-Kōbe e Tanigami |
| 2 | Linea Seishin-Yamate |  | per Gakuen-Toshi e Seishin-Chūō     |

## Stazioni adiacenti
| «                    | Servizio             | »                    |
| Linea Seishin-Yamate | Linea Seishin-Yamate | Linea Seishin-Yamate |
| -------------------- | -------------------- | -------------------- |
| Myōdani              | -                    | Gakuen-Toshi         |